# Reinga media
Reinga media là một loài nhện trong họ Amphinectidae. Loài này phân bố ở New Zealand.